# 77 Piscium
77 Piscium är en gulvit stjärna i huvudserien som ligger i Fiskarnas stjärnbild.
77 Piscium har visuell magnitud +6,35 och är svagt synlig för blotta ögat vid mycket god seeing. Stjärnan befinner sig på ett avstånd av ungefär 130 ljusår.